# Marta S. Fernández
Marta Susana Fernández (* 10. Mai 1960 in La Plata, Provinz Buenos Aires), meist als Marta S. Fernández zitiert, ist eine argentinische Wirbeltier-Paläontologin, die sich vornehmlich mit fossilen Meeresreptilien befasst.

## Leben
Fernández erwarb 1983 die Licenciatura in Biologie (mit Ausrichtung Zoologie) an der Facultad de Ciencias Naturales y Museo der Universidad Nacional de La Plata (FCNyM-UNLP). 1988 wurde sie unter der Leitung von Zulma Brandoni de Gasparini und Analía Lanteri mit der Dissertation Las Testudinidae (Reptilia: Chelonii) argentinas: osteología, sistemática y distribución geográfica über die Schildkröten Argentiniens an derselben Institution mit Doktor in den Naturwissenschaften (mit Ausrichtung Zoologie) promoviert. Von 1990 bis 1992 war sie Assistenzdozentin, von 1993 bis 2001 war sie Leiterin der praktischen Arbeiten und 2001 wurde sie außerordentliche Professorin an der naturwissenschaftlichen Fakultät der Universidad Nacional de La Plata.
1991 wurde sie als vom Consejo Nacional de Investigaciones Científicas y Técnicas (CONICET) geförderte Forscherin wissenschaftliche Mitarbeiterin in der Abteilung für Wirbeltierpaläontologie des La-Plata-Museum. 2004 erwarb sie den Postgraduiertenabschluss in der Lehrerfortbildung mit Spezialisierung auf die Hochschulbildung am Instituto Superior de Formación Docente G. Andreis (DIPREGEP 1762). Seit 2005 ist sie ordentliche Professorin an der FCNyM-UNLP. Von 2010 bis 2012 war sie Mitglied der Lehrkommission der FCNyM-UNLP. Zudem ist sie derzeit stellvertretende Direktorin des La-Plata-Museums (MLP).
Von 2000 bis 2003 war sie Vorstandsmitglied der Asociación Paleontológica Argentina und sie war mehr als acht Jahre lang Mitglied des Redaktionsausschusses der Fachzeitschrift Ameghiniana. Zudem ist sie Mitglied der Society of Vertebrate Paleontology und der Association for Women Geoscientists.
Fernández betreute die Dissertationen zahlreicher Mitarbeiter, die sich in der Paläontologie einen Namen gemacht haben, darunter Marianela Talevi (Paläohistologie mariner Reptilien), Laura Yanina Herrera (Meereskrokodile), Sebastián Apesteguia (Dinosaurier und Schlangen), Carlos Agustín Scanferla (Schlangen), Pablo Ariel Gallina (Dinosaurier), Mónica Romina Buono (fossile Wale), Esteban Martín Hechenleitner (Dinosaurier) und Nicolás Roberto Chimento (Dinosaurier).
Fernández förderte auch die interdisziplinäre Arbeit, indem sie das Spektrum auf marine Landwirbeltiere ausweitete und Wale als Analogie zu den Reptilien einbezog. Sie führte mehr als 30 Jahre lang ein Projekt durch, das sich auf verschiedene Aspekte des Lebens ausgestorbener Meeresreptilien Patagoniens und der Antarktis konzentrierte
Fernández hat etwa 70 Forschungsarbeiten und Buchkapitel verfasst und an zahlreichen Feldforschungsaufenthalten in Argentinien und der Antarktis teilgenommen.

## Dedikationsnamen
Der Ichthyosaurier Argovisaurus martafernandezi ist nach der argentinischen Paläontologin benannt.

## Erstbeschreibungen von Marta S. Fernández
- Lomasuchus Gasparini, Chiappe & Fernandez, 1991[2]
- Neusticemys Fernandez & de La Fuente, 1993[3]
- Bretesuchus Gasparini, Fernandez & Powell, 1993[4]
- Chacaicosaurus Fernandez, 1994[5]
- Caypullisaurus Fernandez, 1997[6]
- Mollesaurus Fernandez, 1999[7]
- Aegirosaurus Bardet & Fernandez, 2000[8]
- Cacibupteryx Gasparini, Fernandez & de La Fuente, 2004[9]
- Edaphodon snowhillensis Gouiric-Cavalli, Cabrera, Cione, O’Gorman, Coria & Fernández, 2015 [10]
- Arthropterygius thalassonotus Campos, Fernández & Herrera, 2020[11]